# ایرنه‌واوده
ارنوالد (به هلندی: Eernewoude) یک منطقهٔ مسکونی در هلند است که در تیچرکسترادیل واقع شده‌است. ارنوالد ۴۰۹ نفر جمعیت دارد.